# Horacio Rodríguez
Horacio Rodríguez (1931 - 2010) fue un oficial naval militar e historiador naval argentino.

## Oficial naval militar
En 1952, egresó de la Escuela Naval Militar (Argentina) como guardiamarina, alcanzando el grado de contralmirante. Prestó servicios en la Armada Argentina entre 1952 y 1982, pasando a situación de retiro efectivo el 1.º de enero de 1983.
Prestó servicios durante más de treinta años en unidades a flote, organismos logísticos e institutos de formación de personal naval superior y subalterno. Siendo ingeniero maquinista, cursó las escuelas de aplicación para oficiales; realizó estudios en la Escuela Politécnica Naval; se formó como oficial de inteligencia en la Escuela de Inteligencia Naval; y efectuó el Curso Especial de la Escuela de Guerra Naval (Argentina). Realizó cursos de posgrado en la Escuela Superior Técnica del Ejército Argentino (del Instituto de Enseñanza Superior del Ejército Argentino); en la Escuela de Investigación Operativa del Ministerio de Defensa; y en el Instituto Tecnológico Buenos Aires.
Por su especialización y formación de excelencia, alcanzó funciones directivas dentro de organismos de la  Armada Argentina y de empresas privadas.
En efecto, ejerció la jefatura del Arsenal Naval de Puerto Belgrano; la Subdirección de Casco, Electricidad y Máquinas Navales; fue director de los Astilleros y Fábricas Navales del Estado (AFNE) (Argentina); Subadministrador de Yacimientos Carboníferos Fiscales (YFC); y se desempeñó como Subsecretario de Informaciones Públicas de la Presidencia de la Nación argentina.
Ejerció cargos directivos en diversas empresas privadas, siendo director y gerente general de APACI S.A. y vicepresidente de la Naviera Argentina Alfacrucis S.A.

## Historiador marítimo y naval
Cuenta con numerosas publicaciones sobre historia marítima y naval argentina, entre libros y artículos de divulgación.
Desde 1989, dirigió la Revista del Mar, órgano del Instituto Nacional Browniano.
Escribió La Armada Argentina y el petróleo, análisis detallado de la participación de la Armada Argentina y su responsabilidad en la administración de la explotación petrolífera en Comodoro Rivadavia, entre 1917 y 1922.
En coautoría con el contraalmirante (RE) Pablo Eusebio Arguindeguy, escribió numerosas obras, entre las que pueden mencionarse:
- Uno de los tres valientes (1992). Recopila las biografías de los coroneles de marina Tomás Espora y Leonardo Rosales;
- Las biografías de Drummond (1993), Granville (1993), King (1995), Murature (1995) Parker (1993) y Spiro (1993);
- Reseñas de los buques que llevaron el nombre La Argentina (1994) y de la goleta Sarandí (1994);
- Las fuerzas navales argentinas. Historia de la flota de mar (1995), donde los autores ofrecen una apretada síntesis de los orígenes, evolución y cambios de las fuerzas navales argentinas desde el centro motor de su flota de mar. Esta obra estuvo destinada a enriquecer la bibliografía naval con investigaciones destinadas a paliar el déficit informativo en algunos aspectos de la historia naval.
- Asimismo, escribieron Buques de la Armada Argentina. Sus comandos y operaciones, auxiliar heurístico que cubre en varias publicaciones los períodos 1810-1852, 1852-1899 y 1970-1996.
- También, El corso rioplatense (1996).
- Una Nómina de oficiales navales argentinos. 1810-1900 (1998), auxiliar heurístico donde detallan (de forma bastante acabada, pero presumiblemente no completa, tal y como reconocen los mismos autores), la nómina de los oficiales que sirvieron en los diferentes cuerpos de la Marina de Guerra argentina durante el siglo XIX.
- Sobre el almirante Guillermo Brown escribieron:  Brown, el hombre   y Guillermo Brown: apostillas a su vida. En este último, los autores intentaron dar respuestas a interrogantes históricos específicos antes parcialmente resueltos.
- En su totalidad, las obras en coautoría antes mencionadas fueron editadas por el Instituto Nacional Browniano.
Colaboró con la Historia Marítima Argentina, obra en diez tomos, editada por el Departamento de Estudios Históricos Navales de la Armada Argentina.
Fue miembro de Número Académico del Instituto Nacional Browniano. Asimismo, ejerció la presidencia de dicha institución desde 1994 hasta el 2000.
Integró el grupo de Historia Militar de la Academia Nacional de la Historia de la República Argentina.

## Obras del autor
- La Armada Argentina y el petróleo (2000).
- Drummond (1993), en coautoría con el contralmirante (RE) Pablo Eusebio Arguindeguy.
- Granville (1993), en coautoría con el contralmirante (RE) Pablo Eusebio Arguindeguy.
- King (1995), en coautoría con el contralmirante (RE) Pablo Eusebio Arguindeguy.
- Murature (1995), en coautoría con el contralmirante (RE) Pablo Eusebio Arguindeguy.
- Parker (1993), en coautoría con el contralmirante (RE) Pablo Eusebio Arguindeguy.
- Spiro (1993), en coautoría con el contralmirante (RE) Pablo Eusebio Arguindeguy.
- Guillermo Brown: apostillas a su vida (1994), en coautoría con el contralmirante (RE) Pablo Eusebio Arguindeguy.
- Las fuerzas navales argentinas. Historia de la flota de mar (1995). En coautoría con el contralmirante (RE) Pablo Eusebio Arguindeguy.
- El corso rioplatense (1996). Coautoría con el contralmirante (RE) Pablo Eusebio Arguindeguy.
- Buques de la Armada Argentina: 1970-1996. Sus comandos y operaciones (1997). Coautoría con el contralmirante (RE) Pablo Eusebio Arguindeguy.
- Brown, el hombre  (1997). Coautoría con el contralmirante (RE) Pablo Eusebio Arguindeguy.
- Nómina de oficiales navales argentinos. 1810-1900 (1998). Coautoría con el contralmirante (RE) Pablo Eusebio Arguindeguy.
- Buques de la Armada Argentina: 1810-1852. Sus comandos y operaciones (1999). Coautoría con el contralmirante (RE) Pablo Eusebio Arguindeguy.
- Buques de la Armada Argentina: 1852-1852. Sus comandos y operaciones (1999). Coautoría con el contralmirante (RE) Pablo Eusebio Arguindeguy.

### Documentos inéditos
Currículum Vitae del contralmirante Horacio Rodríguez, Biblioteca del Instituto Nacional Browniano MFS 2011/2014.